# Stevan Harnad
Stevan Harnad (magyarul: Hernád István Budapest, 1945. június 2. –) magyar származású, Kanadában élő pszichológus, a kognitív tudomány művelője, a Montréali Québec Egyetem professzora.
Budapesten született, de pszichológus diplomáját a Princetoni Egyetemen szerezte. Alapítója volt a CogPrints nevű pszichológiai repozitóriumnak és egyik kiemelkedő résztvevője a Behavioral and Brain Sciences folyóiratnak, mely az interneten elérhető szakmai publikációk szabad hozzáféréséért is küzd.
Harnad a Magyar Tudományos Akadémia külső tagja volt 2001-től 2016-ig, amikor a Népszabadság napilap megszűnése elleni tiltakozásul lemondott.

## Fordítás
- Ez a szócikk részben vagy egészben  a   Stevan Harnad című német Wikipédia-szócikk ezen változatának fordításán alapul.  Az eredeti cikk szerkesztőit annak laptörténete sorolja fel. Ez a jelzés csupán a megfogalmazás eredetét és a szerzői jogokat jelzi, nem szolgál a cikkben szereplő információk forrásmegjelöléseként.